# حويصلات دقيقة
الحويصلات الدقيقة (الإكتوسومات، أو الجسيمات الدقيقة) هي نوع من الحويصلات خارج الخلية التي تتحرر من غشاء الخلية. في الكائنات متعددة الخلايا، توجد الحويصلات الدقيقة وغيرها من الحويصلات خارج الخلية في كل من الأنسجة (في الفراغ الخلالي بين الخلايا) وسوائل الجسم المختلفة. تكون الحويصلات الدقيقة محددة بطبقة ثنائية من الدهن الفسفوري، وقد تكون صغيرة جدًا بحجم أصغر الحويصلات خارج الخلية (قطرها 30 نانومتر) أو كبيرة لتصل إلى 1,000 نانومتر. بشكل وسطي، تعتبر أكبر من الحويصلات خارج الخلية المتولدة داخل الخلايا والمعروفة باسم الإكسوزومات. تلعب الحويصلات الدقيقة دورًا في التواصل بين الخلايا ويمكنها نقل جزيئات مثل الحمض النووي الريبوزي الرسول والحمض الريبوزي النووي الميكروي والبروتينات بين الخلايا.
رغم استبعاد اعتبارها من البقايا الخلوية بدايةً، قد تعكس الحويصلات الدقيقة المحتوى المستضدي للخلية المنشأ ولها دور في التأشير الخلوي. مثل الحويصلات خارج الخلية الأخرى، تلعب دورًا في العديد من العمليات الفسيولوجية، بما في ذلك التأثيرات المضادة للورم والثبيط المناعي الورمي والانبثاث والتفاعلات بين الورم والسدى وتولد الأوعية وتجديد الأنسجة. تزيل الحويصلات المجهرية أيضًا البروتينات المشوهة والعوامل السامة للخلايا والفضلات الأيضية من الخلية. قد تشير التغيرات في مستويات الحويصلات الدقيقة إلى أمراض، بما في ذلك السرطان.

## التشكل والمحتويات
يمكن للخلايا المختلفة أن تحرر الحويصلات الدقيقة من الغشاء البلازمي. تشمل مصادر الحويصلات الدقيقة الخلايا كبيرة النواة والصفيحات الدموية والخلايا الوحيدة والخلايا المتعادلة والخلايا السرطانية والمشيمة.
تلعب الصفيحات الدموية دورًا مهمًا في الحفاظ على الإرقاء: فهي تعزز نمو الخثرة، فتمنع فقدان الدم. بالإضافة إلى ذلك، تعزز الاستجابة المناعية لأنها تعبر عن جزيء كتلة التمايز 154 (ربيطة كتلة التمايز 40). تتفعل الصفيحات الدموية استجابةً للالتهاب أو العدوى أو الإصابة، وبعد تنشيطها، تحرر الحويصلات الدقيقة التي تحتوي على كتلة التمايز 154. يلعب جزيء كتلة التمايز 154 دورًا هامًا في الاستجابة المناعية الخلطية المعتمدة على الخلايا التائية. تعتبر الفئران معطلة جين كتلة التمايز 154 غير قادرة على إنتاج ألغلوبيولين المناعي ج أو الغلوبيولين المناعي هـ أو الغلوبيولين المناعي أ استجابةً لمولدات الضد (المستضدات). يمكن للحويصلات المجهرية أيضًا نقل البريونات وجزيئات سي دي 41 (كتلة التمايز 41) و سي إكس سي آر 4. 

### الجسيمات الدقيقة البطانية
الجسيمات الدقيقة البطانية هي حويصلات صغيرة تتحرر من الخلايا البطانية وتكون منتشرة في الدم.
تتكون الجسيمات الدقيقة من غشاء بلازمي يحيط بكمية صغيرة من العصارة الخلوية. يحتوي غشاء الجسيمات الدقيقة البطانية على مستقبلات وجزيئات سطحية أخرى تمكّن من تحديد الأصل البطاني للجسيمات الدقيقة، وتسمح بتمييزها عن الجسيمات الدقيقة التابعة للخلايا الأخرى، مثل الصفيحات الدموية.
رغم إمكانية العثور على الجسيمات الدقيقة البطانية في دم الأفراد الطبيعيين، وٌجدت أعداد متزايدة من الجسيمات الدقيقة البطانية في دم الأفراد المصابين بأمراض معينة، بما في ذلك ارتفاع ضغط الدم واضطرابات القلب والأوعية الدموية، وحالة ما قبل الإرجاج وأشكال مختلفة من التهابات الأوعية. تبين أن الجسيمات الدقيقة البطانية في بعض هذه الأمراض تحتوي على صفوف من الجزيئات السطحية التي تعكس حالة من الخلل البطاني. لذلك، قد تكون الجسيمات الدقيقة البطانية مفيدة كدليل أو مؤشر للحالة الوظيفية للبطانة في المرض، وربما تلعب أدوارًا رئيسية في ظهور بعض الأمراض، بما في ذلك التهاب المفاصل الروماتويدي.
تُشتق الجسيمات الدقيقة من العديد من أنواع الخلايا الأخرى.

### عملية التشكل
تتشكل الحويصلات الدقيقة والإكسوسومات وتحرر بواسطة آليتين مختلفتين قليلًا. تؤدي هذه العمليات إلى تحرر حويصلات تأشير بين الخلايا. الحويصلات الدقيقة هي عبارة عن جزيئات صغيرة مشتقة من الغشاء البلازمي تتحرر في البيئة خارج الخلية عن طريق التبرعم الخارجي وانقسام الغشاء البلازمي. تتضمن عملية التبرعم هذه مسارات إشارات متعددة بما في ذلك ارتفاع الكالسيوم داخل الخلايا وإعادة تنظيم السقالات البنيوية للخلية. يتضمن تشكل الحويصلات الدقيقة وتحررها آلات مقلصة تسحب الأغشية المتقابلة معًا قبل قطع اتصال الغشاء وتحرير الحويصلة في الفضاء خارج الخلية. 
يحدث تبرعم الحويصلات الدقيقة في مواقع مميزة على الغشاء الخلوي الغني بدهون معينة وبروتينات تعكس أصلها الخلوي. في هذه المواقع، تندمج البروتينات والدهون والأحماض النووية بشكل انتقائي مع الحويصلات الدقيقة وتتحرر في البيئة المحيطة.
الإكسوسومات هي عبارة عن حويصلات مغطاة بغشاء، تتشكل داخل الخلايا وتعتبر أصغر من 100 نانومتر. على عكس الحويصلات الدقيقة، التي تتشكل بعملية تبرعم الغشاء أو الإخراج الخلوي، تتشكل الإكسوسومات بدايةً عن طريق الإدخال الخلوي. تتشكل الإكسوسومات عن طريق الانغماد ضمن الخلية لتشكيل حويصلة داخل خلوية تسمى جسيم داخلي أو حويصلة داخلية. بشكل عام، تتشكل الإكسوسومات عن طريق فصل حمولتها (مثل الدهون والبروتينات والأحماض النووية) ضمن الجسيم الداخلي. بعد تشكله، يتحد الجسيم الداخلي مع بنية تعرف باسم الجسم متعدد الحويصلات. يندمج الجسم متعدد الحويصلات الحاوي على الجسيمات الداخلية المنفصلة في النهاية مع الغشاء البلازمي، مما يؤدي إلى إخراج الإكسوسومات.
بمجرد تشكلها، تنتشر كل من الحويصلات الدقيقة والإكسوسومات (تسمى مجتمعةً الحويصلات خارج الخلية) في الفضاء خارج الخلية بالقرب من موقع تحررها، حيث يمكن أن تمتصها الخلايا الأخرى أو تتحلل تدريجيًا. بالإضافة إلى ذلك، تهاجر بعض الحويصلات مسافات كبيرة عن طريق الانتشار، وتظهر في النهاية في السوائل البيولوجية مثل السائل الدماغي الشوكي والدم والبول.

### المحتويات الجزيئية
تم تحليل محتوى الحويصلات الدقيقة من الدهون والبروتينات باستخدام تقنيات كيميائية حيوية مختلفة. تعرض الحويصلات الدقيقة طيفًا من الجزيئات المكتنفة داخل الحويصلات وأغشية البلازما الخاصة بها. يعتمد كل من النمط الجزيئي للغشاء والمحتويات الداخلية للحويصلة على الأصل الخلوي والعمليات الجزيئية التي تؤدي إلى تشكيلها. نظرًا لأن الحويصلات الدقيقة ليست خلايا سليمة، فإنها لا تحتوي على الميتوكندريون أو جهاز غولجي أو الشبكة الإندوبلازمية أو النواة مع الحمض النووي الريبوزي منقوص الأكسجين (الدنا) المرتبط بها.
تتكون أغشية الحويصلات الدقيقة بشكل أساسي من الدهون والبروتينات الغشائية. بغض النظر عن نوع الخلية الأصلية، تحتوي جميع الحويصلات الدقيقة تقريبًا على بروتينات تشارك في النقل والاندماج الغشائي. تكون محاطة بطبقة ثنائية من الدهن الفسفوري تتكون من عدة جزيئات دهنية مختلفة. يعكس محتوى البروتين في كل حويصلة دقيقة أصل الخلية التي تحررت منها. مثلًا، تكون الحويصلات الدقيقة التي تحررها الخلايا المقدمة للمستضد، مثل الخلايا البائية والخلايا المتغصنة، غنية بالبروتينات اللازمة للمناعة التكيفية، بينما تحتوي الحويصلات الدقيقة المتحررة من الأورام على جزيئات محفزة للاستماتة ومستقبلات مكونة للورم (مثل مستقبل عامل نمو البشرة).